# Дукатино
Дукатино (мкд. Дукатино) је насеље у Северној Македонији, у југоисточном делу државе. Дукатино је у саставу општине Васиљево.

## Географија
Дукатино је смештено у југоисточном делу Северне Македоније. Од најближег града, Струмице, насеље је удаљено 18 km северно.
Насеље Дукатино се налази у историјској области Струмица. Насеље је положено на северозападном ободу плодног Струмичког поља, на месту где оно прелази у Радовишко поље ка северу. Западно од насеља издиже се планина Смрдеш. Надморска висина насеља је приближно 360 метара. 
Месна клима је блажи облик континенталне због близине Егејског мора (жарка лета).

## Становништво
Дукатино је према последњем попису из 2002. године имало 450 становника.
Већинско становништво у насељу су етнички Македонци (99%). 
Претежна вероисповест месног становништва је православље.